# Казанцев, Николай Дмитриевич
Никола́й Дми́триевич Каза́нцев (2 [15] февраля 1907, Обабково, Тобольская губерния — 12 ноября 1971, Москва) — советский ученый-юрист в области земельного и колхозного права, правовой охраны природы, доктор юридических наук, профессор, заведующий кафедрой земельного и колхозного права юридического факультета Московского государственного университета им. М. В. Ломоносова. Участвовал в подготовке основных актов советского земельного законодательства.

## Биография
Родился 2 (15) февраля 1907 года в семье зажиточных крестьян в деревне Обабково (Абабкова) Мендерской волости Курганского уезда Тобольской губернии. Законом Курганской области от 04 октября 2007 года № 294 деревня исключена. Ныне территория деревни входит в Белозерский муниципальный округ Курганской области.
С 1915 года учился в школе в селе Мендерском. Двенадцатилетним мальчиком Николай Казанцев ушёл вместе с подразделением красноармейцев на Восток: в отряде он занимался тем, что подвозил на подводе к передовой снаряды и патроны (с августа по конец октября 1919 года). В 1920 году переехал в город Курган к сестре Евгении. С октября 1925 по март 1926 года работал преподавателем по ликвидации безграмотности на Курганском консервном заводе, затем библиотекарем клуба профсоюзов. В 1926 году окончил Курганскую школу II ступени № 1. В 1926—1927 годах работал временным преподавателем по ликвидации неграмотности в школе села Мендерское Курганского округа.

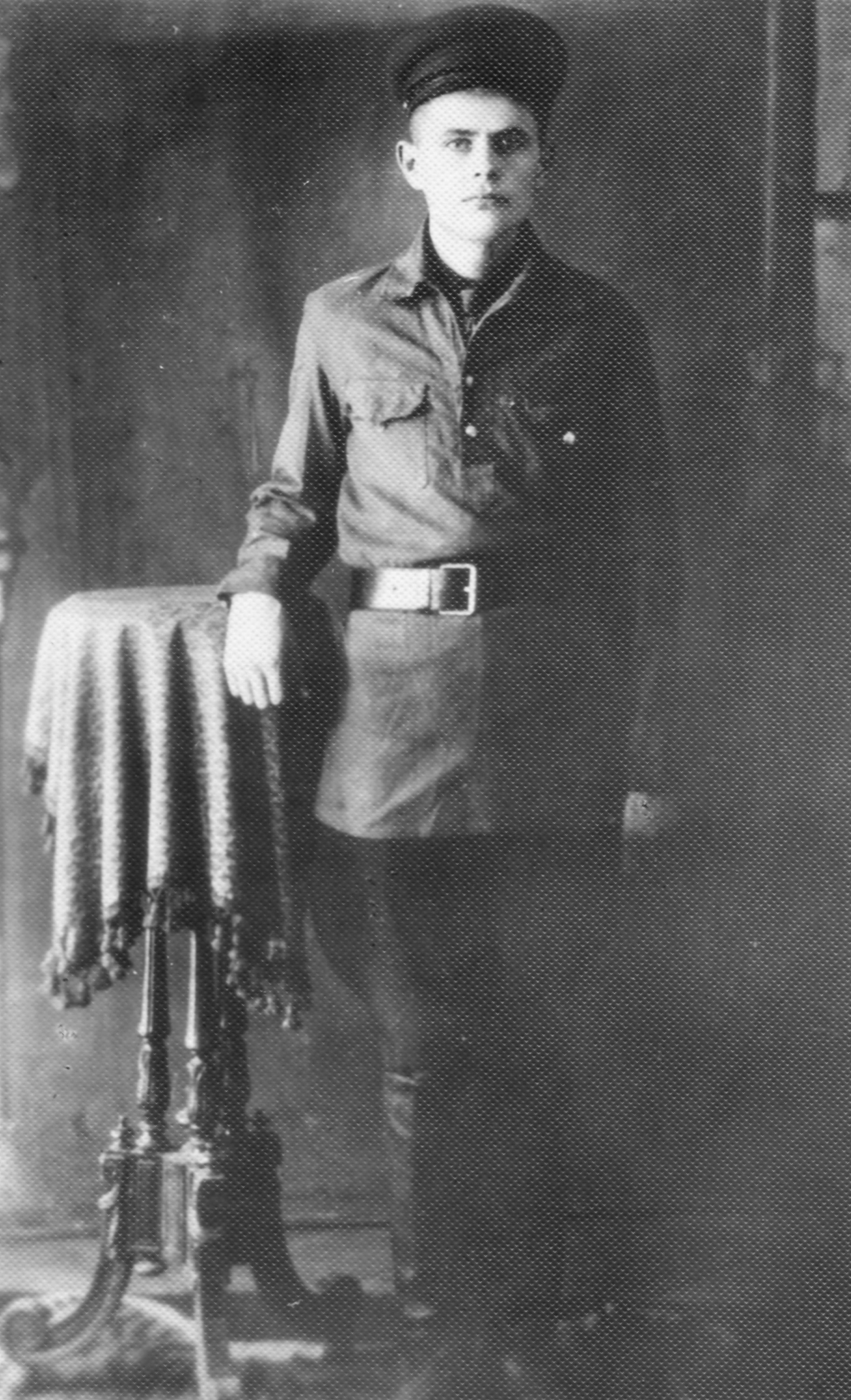
Н. Д. Казанцев в 1930 году

С 1927 по 1930 год — студент факультета советского строительства и права Московского университета. В 1930 году в числе других студентов был направлен для разъяснения политики советского государства в области коллективизации в колхоз «3 января» (хутор Вертячий Сталинградского округа Нижне-Волжского края). В 1931—1934 преподавал в техникумах Москвы, Новочеркасска и Ростова-на-Дону. В 1934 году был приглашён на должность доцента в Московский юридический институт. Одновременно (с 1934 по 1954 год) преподавал в Свердловском юридическом институте. В 1938 году защитил кандидатскую диссертацию «Правовые вопросы распределения доходов в сельскохозяйственной артели». Докторская диссертация по теме «Право колхозной собственности» была защищена в июне 1946 года, а в 1948 было присвоено звание профессора.
В годы Великой Отечественной войны Н. Д. Казанцев принимал участие в работах по строительству оборонительных сооружений Можайско-Бородинской линии обороны.
В 1944 году вступил в ВКП(б), в 1952 году партия переименована в КПСС.
Николай Дмитриевич успешно совмещал преподавание с работой в различных государственных органах и научных организациях: в 1946—1948 годах он занимал должность заместителя заведующего правового отдела Совета по делам колхозов при Совете министров СССР, в 1947 году — члена экспертной комиссии по юридическим наукам при Министерстве высшего образования СССР, в 1948—1951 годах — заместителя директора Института права Академии наук СССР.
В 1947 году становится заведующим кафедры земельного и колхозного права Московского юридического института, а после объединения института с Московским государственным университетом — кафедры земельного и колхозного права юридического факультета Московского государственного университета им. М. В. Ломоносова (с 1954 по 1971 год).
С 1954 года по 1957 год занимал должность заместителя декана юридического факультета по научной работе юридического факультета МГУ, в 1960 году — секретарём парторганизации факультета, с 1960 года был главным редактором журнала «Вестник Московского университета. Серия Право».
Скончался от послеоперационного сепсиса 12 ноября 1971 года. Похоронен в Москве, на Введенском кладбище.

## Преподавательская и научная деятельность
Казанцев Н. Д. является основателем школы преподавания правовой охраны окружающей природной среды, которая сегодня носит наименование Московской классической университетской Научной школы экологического права.
Первая статья по методике преподавания правовой охраны природы была опубликована в 1961 году. Его работы положили начало преподаванию этой дисциплины во всех юридических вузах страны.
Николаю Дмитриевичу Казанцеву принадлежит авторство теории дифференциации и интеграции, являющейся одной из основных в области экологического права. Именно со времени появления этой теории в середине шестидесятых годов прошлого века началось изучение происходящих в системе советского права внутренних процессов, завершившихся образованием новой отрасли права — экологического.
Н. Д. Казанцевым было подготовлено и опубликовано свыше ста научных работ. Многие работы были переведены языки зарубежных стран. Следует особо выделить работы по теоретическим основам земельного права, которые позволили рассматривать земельное право как отрасль юридической науки.
В ряде своих работ Н. Д. Казанцев рассматривает вопросы кодификации земельного, колхозного и природоохранительного законодательств. Следует также отметить его активное участие в разработке Примерного устава сельскохозяйственной артели, проектов Основ земельного законодательства, Основ водного законодательства Союза ССР и союзных республик.
Заведуя кафедрой земельного и колхозного права юридического факультета Московского университета, Н. Д. Казанцев руководил преподаванием основных курсов: «Земельное право и правовая охрана природы», «Колхозное право», кроме того, руководил преподаванием большого количества специальных курсов, в числе последних: «Лесное право», «Водное право», «Горное право», «Правовой режим земель населенных пунктов», "Советское природоохранительное право, «Земельный кадастр и его правовые основы», «Международно-правовая охрана природы» .
Казанцевым было подготовлено более пятидесяти аспирантов и докторантов.

## Награды
- Медаль «За оборону Москвы» (1944)[11][10][14]
- Медаль «За доблестный труд в Великой Отечественной войне 1941—1945 гг.» (1947)[11][10]
- Медаль «В память 800-летия Москвы» (1948)[11][10]

## Семья
- Отец — Казанцев, Дмитрий Прокопьевич (1874—1946), крестьянин, занимался кустарным кожевенным производством, унтер-офицер Русской императорской армии, в 1919 году был призван в Русскую армию адмирала Колчака, в том же году сдался в плен отрядам РККА[5][15][8].
- Мать — Казанцева (Обабкова), Анна Михайловна (1882—1914), крестьянка[5][15].
- Братья — Фёдор[16], Стефан[17], Василий[5], сестры — Евгения[16] и Зоя[5].
  - Сын — Казанцев, Эдуард Николаевич (род. 1934), биолог.
  - Сын — Казанцев, Феликс Николаевич (1937—1938).
  - Сын — Казанцев, Алексей Николаевич (1945—2007), драматург и театральный деятель.

## Основные публикации
1. Казанцев Н. Д. Право колхозной собственности. — М.: Юрид. изд-во МЮ СССР, 1948. — 192 с.
2. Казанцев Н. Д. Утопический и научный социализм о переустройстве сельского хозяйства (Политико-юридический аспект). — М.: Изд-во Моск. ун-та, 1969. — 320 с.
3. Казанцев Н. Д. Законодательные основы земельного строя в СССР. — М.: Юрид.лит, 1971. — 176 с.
4. Казанцев Н. Д. О преподавании в высших учебных заведениях курса «Правовая охрана природы» // Вестник Московского Университета. Серия X: Право. — 1961. — № 1.
5. Казанцев Н. Д., Колотинская Е. Н. Правовая охрана природы в СССР // Учеб. Пособие. — М.: Госюриздат, 1962. — 62 с.
6. Казанцев Н. Д. Правовая охрана природы в СССР. — М.: Знание, 1967. — 134 с.
7. Основы советского гражданского, трудового, земельного и колхозного права. Учеб. Пособие. / Под ред. Н. Д. Казанцева. — М.: Изд-во Моск. ун-та, 1965. — 310 с.
8. Земельное право. Учебник для юрид. ин-тов и фак. / Под ред. проф. Н. Д. Казанцева и засл. деят. науки РСФСР, проф. И. В. Павлова. — М.: Юрид. лит., 1971. — 464 с.
9. Колхозное право. Учебник для юрид. ин-тов и фак. / Под ред. проф. Н. Д. Казанцева и засл. деят. науки РСФСР, проф. И. В. Павлова. — М.: Юрид. лит., 1972. — 447 с.
10. Казанцев Н. Д. О правовом регулировании охраны природы // Вестник Московского Университета. Серия X: Право. — 1960. — № 1. — С. 5—17.
11. Казанцев Н. Д. О научных основах дифференциации и интеграции законодательства, регулирующего охрану и использование природных ресурсов // Вестник Московского Университета. Серия X: Право. — 1965. — № 2. — С. 3—4.